# Elfred Berggren
Elfred (egentligen Elfrid) Gustaf Helge Berggren, född 26 december 1900 i Byske, död 2 februari 1932 på Österåsens sanatorium men folkbokförd i Piteå stadsförsamling, var en svensk författare, känd för romanen Robotarnas gud.

## Biografi

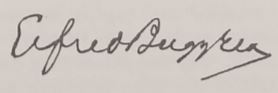
Elfred Berggrens namnteckning. Berggren döptes egentligen till Elfrid, men kallade sig i sina skrifter alltid Elfred (om han inte använde pseudonym).

Elfred Berggren föddes i Furuögrund i Byske landskommun 1900 men växte upp i Piteå 1901-1921. Fadern var sjökapten och hamnmästare. 
Han utbildades till bergsingenjör vid Kungliga Tekniska Högskolan i Stockholm men kom aldrig att arbeta som ingenjör. Vid den följande militärtjänsten ådrog han sig tuberkulos och skrevs 1925 in på Österåsens sanatorium. Där tillbringade han det mesta av sin återstående levnad. Sjukdomen tog hans liv 1932.
På Österåsen ägnade Berggren sig åt omfattande självstudier. Han studerade språk, filosofi, skönlitteratur, medicin, ingenjörsvetenskap och läste politiska och sociala arbeten. För att dryga ut sin magra sjukersättning skrev han tidningsartiklar, oftast under pseudonym. Han insåg att sjukdomen skulle ta hans liv men arbetade trots det (eller kanske på grund av det) allt mer intensivt. Han förde dagbok, skrev berättelser och epigram och korresponderade med författaren och nobelpristagaren Maurice Maeterlinck. Han skrev han framtidsskildringen Robotarnas gud och påbörjade ytterligare en roman som skulle fått titeln Mannen som ville leva. Samtidigt arbetade han med att starta en kulturtidskrift kallad vi och ni. Elfred Berggren avled dock innan romanen hunnit bli utgiven och innan tidskriftens första nummer kommit ut.

## Robotarnas gud
Robotarnas gud (Bonniers, 1932) brukar räknas som en av de första svenska science fiction-romanerna. Bokens handling är förlagd till 1975. Författaren spekulerar kring hur långt tekniken avancerat. En svensk biokemist reser med flyg till Sudan på inbjudan en ungdomsvän. Där erfar han att vännen har ett laboratorium där han utvecklar robotar. Dessa är försedda från hjärnor från förolyckade bybor. Boken slutar med att en robot slår ihjäl sin skapare, ”robotarnas gud”.
Romanen fick lysande recensioner i tidningarna av bland andra Anders Österling och Sven Stolpe. Signaturen E. W. skriver i Ny Tid att Robotarnas gud är ”till sina yttre konturer en spännande, fängslande och fantasieggande modern Jules Verneiad, men till sitt djupare innehåll en vetenskapligt klar, djuptänkt metafysisk fantasi". Sven Vallmark däremot menar 1952 att romanen nog inte är stor skönlitteratur utan främst gör det möjligt för Berggren att föra fram sina tankar om teknikens framsteg, om livet och döden och om Gud och människan.

## vi och ni
Kulturtidskriften vi och ni : tidskrift för sjuka och friska gavs ut från Österåsens sanatorium under åren 1932-1945. Som undertiteln visar vände den sig både till patienter och till friska. Elfred Berggren hade varit drivande vid dess tillkomst, med stöd av överläkaren vid Österåsen Helge Dahlstedt. Det första numret innehöll artiklar av Ludvig Nordström, Albert Viksten, Herman Stolpe och Sven Stolpe. Elfred Berggren bidrog med en artikel om två sanatorieromaner, Joseph Kessels Les Captifs och Sven Stolpes I dödens väntrum. Han medverkade också under pseudonymen C. A. Vern med en berättelse med titeln Friska och sjuka. (Cavern = hålrum, term som kan förekomma vid beskrivning av tuberkulos.)
Också senare nummer av vi och ni innehöll bidrag av Elfred Berggren. Avkastningen från tidskriften lade grund till en fond till stöd för fattiga patienter, Elfred Berggrens fond.

## Elfred Berggrens arkiv
Umeå universitetsbibliotek förvarar brev, manuskript och fotografier efter Elfred Berggren.